# Gilbert Sigaux
 (mars 2012).
Si vous disposez d'ouvrages ou d'articles de référence ou si vous connaissez des sites web de qualité traitant du thème abordé ici, merci de compléter l'article en donnant les références utiles à sa vérifiabilité et en les liant à la section « Notes et références ».
Œuvres principales
- Les Chiens enragés (1949)

Gilbert Sigaux est un professeur, écrivain et traducteur français, né le 4 mai 1918 à Lure (Haute-Saône) et mort le 12 octobre 1982 à Théméricourt(Val-d'Oise).

## Biographie
Professeur d'histoire de théâtre au Conservatoire national supérieur d'art dramatique à Paris, Gilbert Sigaux a été directeur littéraire du Cercle du bibliophile à Genève et secrétaire de la Société des auteurs et compositeurs dramatiques.
Préfacier et commentateur de plus d'une centaine d'ouvrages, il publie diverses œuvres ainsi que quatre romans. Il obtient le prix Interallié en 1949 pour son roman Les Chiens enragés et le prix Durchon-Louvet de l’Académie française en 1969 pour l'Édition des Œuvres de Labiche). Proche de Georges Simenon dont il fut l'exégète, il publie également des entretiens.
Le nombre d'auteurs présentés et annotés par Sigaux étant réputé considérable, l'auteur Antoine Vitez lui dédicace Électre de Sophocle, écrivant, le 5 janvier 1972 : « Pour Gilbert, qui a tout lu ».
Sigaux est le père du comédien Jacky Sigaux et de la réalisatrice Catherine Sigaux, alias Sotha.
Les archives de Sigaux sont confiées au W. T. Bandy Center for Baudelaire and Modern French Studies, de la bibliothèque centrale de l'université Vanderbilt, à Nashville (États-Unis).

## Œuvre
- Les Grands intérêts, Éditions du Bateau ivre, 1946
- D'homme à hommes, la vie d'Henry Dunant, Éditions de Flore, 1948
- Les Chiens enragés, Paris, Julliard, 1949 — Prix Interallié
- Fin, Paris, Julliard, 1951
- L'Exposition
- Vingt ans en 1951, enquête sur la jeunesse française (avec Robert Kanters), Julliard, 1951
- Léo Ferré, collection « Les albums de la chanson », no 4, Monte-Carlo, Éditions de l'Heure, 1962
- Histoire du tourisme et des vacances, Rencontre, 1965
- Simenon, (avec Francis Lacassin et al.), Plon, 1973
- Georges Simenon
  - À la découverte de la France, textes recueillis par Francis Lacassin et Gilbert Sigaux, collection « 10-18 », 1976
  - À la recherche de l'homme nu, textes recueillis par Francis Lacassin et Gilbert Sigaux, collection « 10-18 », 1976
  - À la rencontre des autres, textes recueillis par Francis Lacassin et Gilbert Sigaux, collection « 10-18 », 1989
- Cahiers Simenon, no 7, « Le roman d'une amitié : Correspondance Georges Simenon-Gilbert Sigaux, 1954-1982 », Bruxelles, Les amis de Georges Simenon, 1993

### Préfaces, notices, présentations, notes, commentaires, chronologies
- [Collectif], Humiliés et offensés, traduit du russe par Éd. Humbert
- [Collectif], Un siècle d'humour théâtral, Les Productions de Paris, 1964
- [Collectif], L'Humour en voyage, Les Productions de Paris, 1965
- Arthur Conan Doyle, L'horreur des altitudes, Union générale d'éditions, coll. « Les maîtres de l'étrange et de la peur », 1981  (ISBN 2-264-00328-6), p. 7-37.
- Conan Doyle, Œuvres littéraires complètes, Rencontre, 1967
- Pierre Daninos, Romans, Rencontre
- Alexandre Dumas, Romans, Rencontre, 1967
- Alexandre Dumas, Le Comte de Monte-Cristo, Gallimard, « Bibliothèque de la Pléiade », 1981
- Alexandre Dumas, Les Trois Mousquetaires  ,  Vingt ans après, Gallimard, « Bibliothèque de la Pléiade », 1962
- Édouard Estaunié, La Vie secrète, Cercle du bibliophile, 1970
- Henry Fielding, Tom Jones, Club français du livre, 1953
- Maurice Genevoix, Raboliot, Cercle du Bibliophile, Éditions Edito-Service S.A. Genève, 1970
- Paul Ginisty, Le Mélodrame, Éditions d'aujourd'hui, 1982
- Ivan Gontcharov, Oblomov, traduit du russe par Jean Leclere, Cercle du bibliophile, 1970
- Henrik Ibsen, Hedda Gabler, Gallimard, 1982
- Eugène Labiche, Théâtre, Livre de Poche, 1964
- Eugène Labiche, Six comédies, Club du meilleur livre, 1957
- Jean de La Bruyère, Les Caractères, Rencontre, 1963
- Madame de La Fayette, La Princesse de Clèves suivi de La Princesse de Montpensier, Armand Colin, 1960
- Compton Mackenzie, L'Impasse, Plon, 1953
- Pierre Mac Orlan, Œuvres, Cercle du bibliophile, 1969-1971
- Pierre Mac Orlan, Le Chant de l'équipage, Rencontre, 1962
- André Malraux, L'Espoir, Club du meilleur livre, 1955
- Milosz, L'Amoureuse initiation, Rencontre, 1961
- Alfred de Musset, Théâtre, Club français du livre, 1960
- Alfred de Musset, La Confession d'un enfant du siècle, suivi de Contes et nouvelles, Rencontre, 1968
- Musset, collection Les génies du théâtre français, Édito-Service, 1968
- Alexandre Pouchkine, Nouvelles, Club français du livre, 1958
- Jules Renard, Théâtre complet suivi de Propos de théâtre et de La Semaine théâtrale, Gallimard, 1959
- William Shakespeare, Œuvres, J'ai lu, 1964
- Georges Simenon, Romans, Rencontre, 1967
- Jonathan Swift, Instructions aux domestiques, traduit de l'anglais par Léon de Wailly, 1948
- Roger Vailland, Drôle de jeu, Cercle du bibliophile, 1968
- Jules Verne, Voyages extraordinaires, 1re série, Rencontre, 1967
- François Villon, Œuvres, Club des éditeurs, 1961